# Attila Kaszás

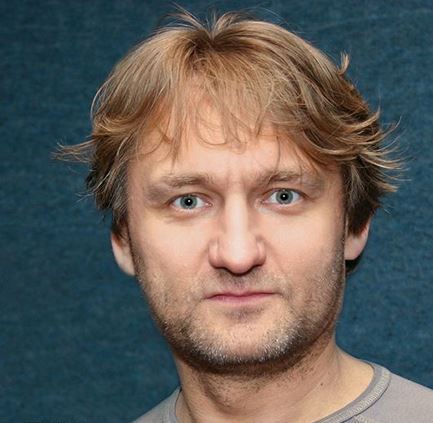
Attila Kaszás

Attila Kaszás [ˈɒt:ilɒ ˈkɒsa:ʃ] (* 16. März 1960 in Šaľa, Tschechoslowakei; † 23. März 2007 in Budapest) war ein ungarischer Schauspieler und Synchronsprecher.

## Leben und Karriere
Kaszás ging 1983 von der Film- und Schauspielschule Budapest ab und war ab 1984 fünfzehn Jahre lang Ensemblemitglied des Budapester Vígszínház. Nach vier Jahren Tätigkeit als freier Schauspieler wurde er für das neu gegründete Ensemble des neuen ungarischen Nationaltheaters (Nemzeti Színház) engagiert. Er spielte zahlreiche Shakespeare-Rollen, gab den Faust und übernahm auch in Musicals und Rockopern tragende Rollen.
Vier Tage vor seinem Tod fiel er infolge eines Schlaganfalls vor einer Vorstellung in ein Koma, aus dem er nicht mehr erwachte.
Attila Kaszás spielte Rollen in über 35 internationalen Kino- und Fernsehproduktionen.

## Filmografie (Auswahl)
- 1985: Wie spät ist es, Herr Wecker? (Hány az óra, Vekker úr?)
- 1987: Absturz (Zuhanás közben)
- 1988: Titanien oder Die Nacht der Doppelgänger (Titánia, Titánia, avagy a dublörök éjszakája)
- 1992: Süße Emma, liebe Böbe (Édes Emma, drága Böbe - vázlatok, aktok)
- 1993: Prinzenbad